# Оливија Њутон Џон
Оливија Њутон-Џон (енгл. Olivia Newton-John; Кембриџ, 26. септембар 1948 — Калифорнија, 8. август 2022) била је енглеско-аустралијска глумица и певачица.

## Биографија
Оливија Њутон-Џон је рођена у Кембриџу у Енглеској. Отац Бринли Њутон-Џон је из Велса, а мајка Немица Ирена Борн, најстарије дете нобеловца и атомског физичара Макса Борна.
Представљала је Уједињено Краљевство на Песми Евровизије 1974. у Брајтону са песмом Long Live Love. Заузела је четврто место, а на истом такмичењу је тријумфовала шведска група ABBA.
Њена најпознатија филмска улога је у филму из 1978. Бриљантин (енгл. Grease) са Џоном Траволтом, са којим је извела међународни хит You're the One That I Want, један од најпродаванијих синглова у историји. До сада је снимила 24 музичка албума.
Добитница је четири Греми награде, а током каријере је продала преко 100 милиона копија. Током каријере је издала 28 студијских албума, а 1981. године је добила звезду на Холивудској стази славних.
Преминула је у 73. години живота 8. августа 2022. после дугогодишње битке са раком дојке.